# Alto Araguaia
Alto Araguaia – miasto i gmina w Brazylii, w stanie Mato Grosso.